# Malik (namn)
För andra betydelser, se Malik.

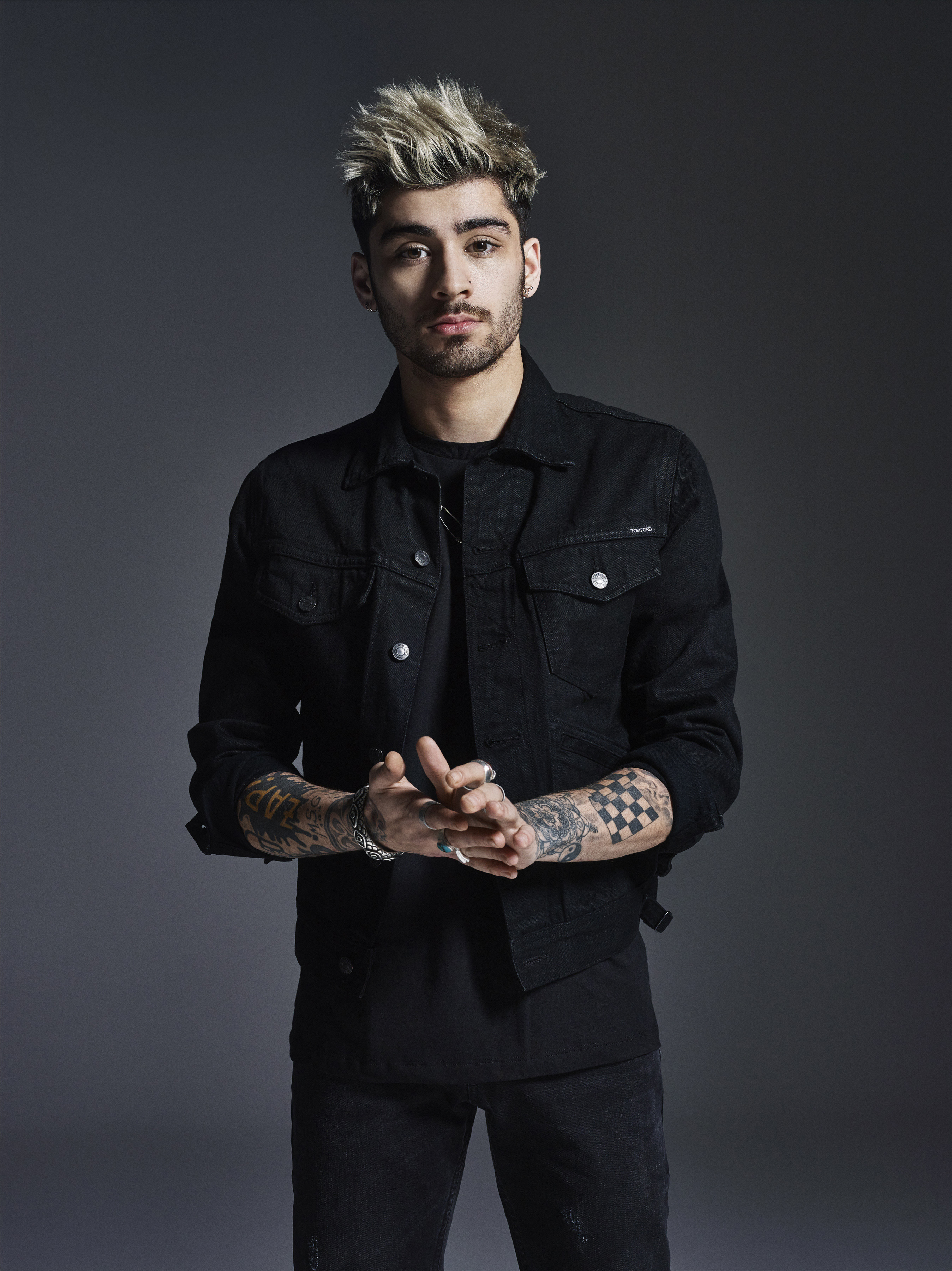
Zayn Malik, brittisk sångare.

Malik, Malick eller Malík är ett mansnamn med flera olika ursprung. 
Malik är ett arabiskt mansnamn som transkriberat från arabisk skrift kommer från två skilda namn: مَالِك, med betydelsen "ägare", och مَلِك, med betydelsen "kung". Den feminina formen är Malika. 
Malik är också ett grönländskt mansnamn som betyder "bölja, våg". 
Malik är också ett västslaviskt mansnamn, obesläktat med det arabiska. Det västslaviska namnet Malik finner sin betydelse i det polska ordet "mały" med betydelsen "liten" och återfinns i tjeckiska och slovakiska med stavningen Malík.
Den 31 december 2016 fanns det totalt 662 (samt 81 som stavar med ck) män folkbokförda i Sverige med namnet Malik, varav 451 (60 med ck) bar det som tilltalsnamn.
Under sista helgen i januari 2022 drog en storm in över norra Europa och fick namnet "Malik" (som i detta fall står för det grönländska namnet) av den danska vädertjänsten (DMI). 

## Personer med förnamnet Malik
- Imamen Malik ibn Anas (ca. 711–795)
- Malick Badiane (född 1984), senegalesisk basketbollspelare
- Malik Bendjelloul (1977–2014), svensk dokumentärfilmare och journalist
- El-Hajj Malik El-Shabazz, muslimsk titel för Malcolm X (1925–1965), amerikansk medborgarrättskämpe
- Malik Hyltoft, grönländsk författare
- Malick Mane (född 1988), senegalesisk fotbollsspelare
- Malik Obama, halvbror till president Barack Obama
- Malik Saad (1959–2007), pakistansk polis
- Malik Shah – en kung seldjuker
- Malick Sidibé (1935 eller 1936–2016), malisk fotograf
- Malick Sy (1855–1922), senegalesisk sufi-ledare
- Malik Zidi, fransk skådespelare

## Personer med efternamnet Malik
- Adam Malik (1917–1984), Indonesiens tredje vicepresident
- Anu Malik (född 1960), indisk regissör
- Art Malik, pakistansk-brittisk skådespelare
- Marek Malík (född 1975), tjeckisk före detta ishockeyspelare
- Hisham ibn Abd al-Malik, en umayyadisk kalif
- Shahid Malik, brittisk politiker
- Zayn Malik, brittisk sångare